# Pelecopsis intricata
Pelecopsis intricata là một loài nhện trong họ Linyphiidae.
Loài này thuộc chi Pelecopsis. Pelecopsis intricata được Rudy Jocqué miêu tả năm 1984.